# (2298) Cindijon
(2298) Cindijon (A915 TA) – planetoida z grupy pasa głównego asteroid okrążająca Słońce w ciągu 3,73 lat w średniej odległości 2,41 au. Odkryta 2 października 1915 roku.